# Il viaggio in Occidente
Il viaggio in Occidente (in cinese 西遊記T, 西游记S, Xīyóu JìP, Hsiyu-chiW, lett. "Il racconto del viaggio in occidente") è un classico della letteratura cinese, appartenente al gruppo dei quattro grandi romanzi classici. Fu pubblicato anonimo nel 1590 circa. Sebbene non sia pervenuta alcuna prova materiale relativa all'identità dello scrittore, lo si attribuisce tradizionalmente all'erudito Wú Chéng'ēn.
Il romanzo racconta, in una versione fortemente mitizzata e romanzata, il viaggio lungo la via della seta del monaco buddhista ed erudito cinese del VII secolo Xuánzàng (602-664), il quale dalla Cina dei Tang partì alla volta del subcontinente indiano per acquisire e tradurre dal sanscrito i 657 sutra del Canone pāli; sull'esperienza del suo lungo e tortuoso viaggio lo stesso Xuánzàng stese poi, su richiesta dell'imperatore Tang Taizong, un dettagliato resoconto intitolato Viaggio in Occidente dal Grande Tang (大唐西域記 Dà Táng Xīyù Jì).
L'opera nel suo complesso costituisce una riflessione su quanto il buddhismo cinese avesse unito le genti, fondendo aspetti del Taoismo e del Confucianesimo in Cina, e rappresenta, inoltre, un vero e proprio percorso di purificazione dei vari personaggi, che alla fine del viaggio giungeranno all'illuminazione.

## Trama
Il monaco Sanzang (ispirato al personaggio storico Xuánzàng) è inviato in India dall'Imperatore cinese Tai Zong per ottenere dal Buddha del Monte degli Avvoltoi i testi canonici buddisti, allo scopo di diffonderli in Cina. È accompagnato nel suo viaggio da tre discepoli: il re scimmia Sun Wukong, il maiale Zhu Wuneng (chiamato dal monaco "Zhu Bajie", cioè "maiale soggetto alle otto proibizioni"), e il demone fluviale Sha Wujing, incaricati dalla Bodhisattva (detta anche "pusa", in cinese) Guanyin di proteggerlo dalle insidie del viaggio. Insieme a loro c'è anche un cavallo che è in realtà un principe drago. Insieme, in un'avventura che varrà a ciascuno una purificazione, combattono decine di mostri e demoni, per lo più antropofagi, incontrati lungo quattordici anni di cammino.

### Storia di Sun Wukong

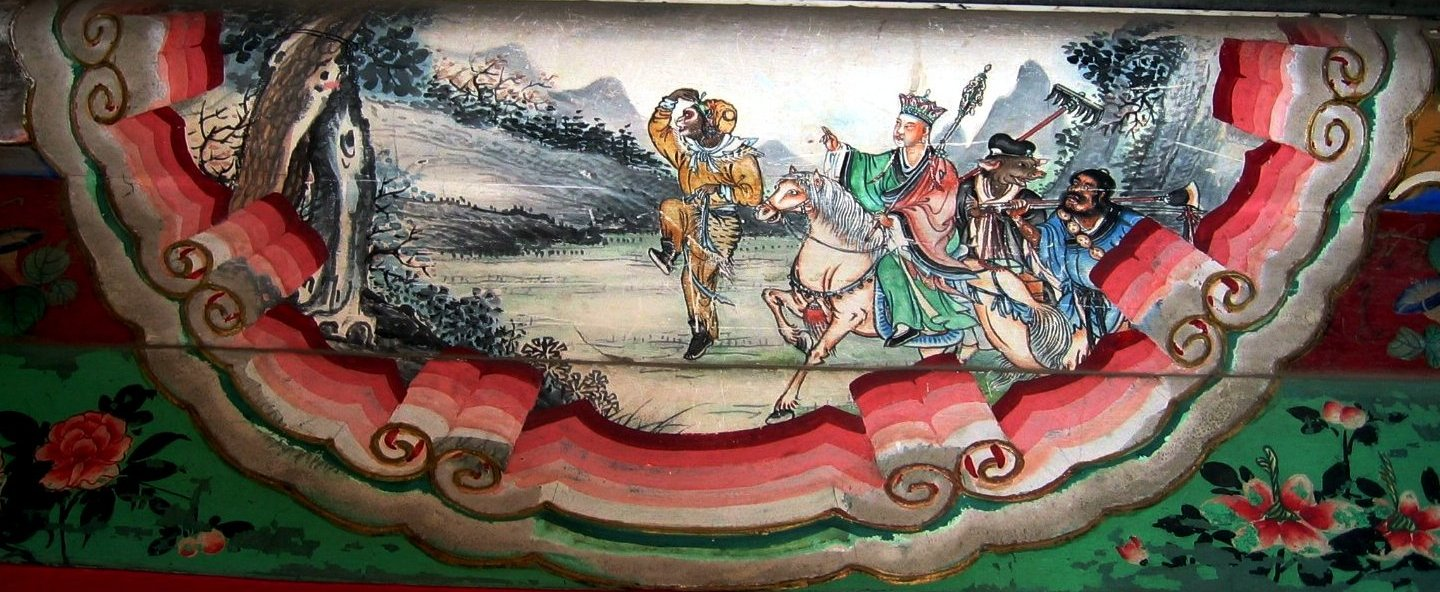
I quattro eroi della storia, da sinistra a destra: Sun Wukong, Xuánzàng, Zhu Wuneng e Sha Wujing

I primi sette capitoli del romanzo sono tutti dedicati alla storia di Sun Wukong e diverse edizioni si limitano a questa parte.
Da una roccia, frutto della terra ingravidata dal vento, nasce lo scimmiotto di pietra Sun Wukong che si distingue per il suo coraggio portando il popolo delle scimmie nella Caverna del Sipario d'Acqua della Montagna dei Fiori e dei Frutti, diventandone così il re. Preoccupato dalla possibilità che la sua conquistata felicità un giorno possa finire, viaggia a lungo fino ad arrivare presso l'abitazione di un Saggio, il Patriarca Subhodi, che gli insegna la Via (Tao), e in particolare come diventare un Immortale e come difendersi dalle Tre Calamità, il che lo rende un guerriero potentissimo, capace di 72 trasformazioni e di volare su una nuvola; quando il Saggio si renderà conto che il giovane scimmiotto non ha appreso l'essenza della Via ma solo i suoi poteri, lo caccerà e gli proibirà di dichiararsi altrove di esser stato suo discepolo, e in effetti Sun Wukong non farà mai più il suo nome.
Tornato nella sua Montagna dei Fiori e dei Frutti, si impegna a portare il suo regno alla supremazia, conquistando e sottomettendo tutte le altre specie e pretendendo in dono dai quattro Dragoni Re dei Mari un bastone che si allunga e rimpicciolisce a piacimento (originariamente una delle colonne che tenevano l'oceano al suo posto), un elmo di fenice, un'armatura d'oro e degli stivali magici.
L'Imperatore di Giada, infastidito dalla sua arroganza, lo chiama a palazzo per tenerlo sotto controllo, e gli assegna l'incarico di Custode dei Cavalli Celesti (弼馬溫T, BìmǎwēnP), ma lo scimmiotto superbo trova l'incarico troppo umile per lui, così rifiuta la residenza celeste e torna alla sua montagna sulla Terra per essere il Re delle Scimmie; allora l'Imperatore di Giada manda contro di lui il Re Li e suo figlio Nezha, che tuttavia non riescono a sconfiggerlo, così l'Imperatore di Giada decide di concedere al Re delle Scimmie il titolo di "Grande Saggio Pari del Cielo" (齊天大聖Qítiān DàshèngS) come da lui richiesto, e di richiamarlo in Cielo ad abitare il paradiso dell'Imperatore di Giada.
Soddisfatto nella sua richiesta di ricevere il titolo altisonante da lui richiesto e ora residente ufficialmente in Cielo, lo scimmiotto Immortale dà ancora prova di sé e dopo essersi cibato delle Pesche dell'Immortalità più mature - le quali non giungono a maturazione che soltanto dopo millenni - viene a conoscenza dell'occorrenza di una grande festa celestiale imminente alla quale avrebbero partecipato tutte le figure più grandi e importanti del Cielo fra le quali però non figura il nome dello scimmiotto "Grande Saggio Pari del Cielo", allora si intrufola nelle sale dei palazzi in cui gli inservienti immortali preparavano il cibo celestiale da servire al grande banchetto degli dei e di nascosto lo scimmiotto prende a mangiare tutto quel che può, dopo di che, uscito dalle sale, con un balzo si spinge nel cielo superiore e fagocita le pillole alchemiche dell'Immortalità preparate da Lao Zi, le "pillole di cinabro d'oro" e, infine, resosi conto di averla fatta grossa fugge di nuovo alla sua montagna sulla Terra. Questa volta l'Imperatore di Giada infuriato manda contro di lui suo nipote Erlang che, dopo una estenuante battaglia a cui partecipano anche molte altre divinità tra cui la Bodhisattva Guanyin e Lao Zi, riesce a catturarlo e a consegnarlo al Cielo, dove viene subito condannato a morte.
Il problema è che lo scimmiotto è un Immortale e il suo corpo è indistruttibile, essendosi cibato delle Pesche dell'Immortalità, del cibo celestiale e delle pillole alchemiche di Lao Zi, perciò, nonostante venga trafitto da spade, battuto con martelli, colpito da fulmini e sottoposto a innumerevoli torture, non riporta neanche un graffio: allora viene rinchiuso in una fornace, nella speranza che il suo corpo fonda, ma dopo diversi giorni, quando la fornace viene aperta, egli è ancora vivo e i suoi occhi sono ora del colore del fuoco con pupille dorate e hanno acquisito il potere di vedere attraverso ogni inganno.
In cerca di vendetta, Sun Wukong mette a ferro e fuoco il Cielo, combattendo alla pari con più di centomila soldati imperiali, e l'Imperatore terrorizzato manda a chiamare il Tathāgata Buddha, che sfida il Re delle Scimmie a saltare fuori dalla sua mano, ma nel momento in cui lo fa la mano diventa sempre più grande finché quando Sun Wukong crede di essere arrivato al confine dell'universo in realtà non ha raggiunto che le dita della mano. Il Buddha allora lo punisce per la sua arroganza seppellendolo sotto la Montagna dei Cinque Elementi.

### Il viaggio ad Ovest

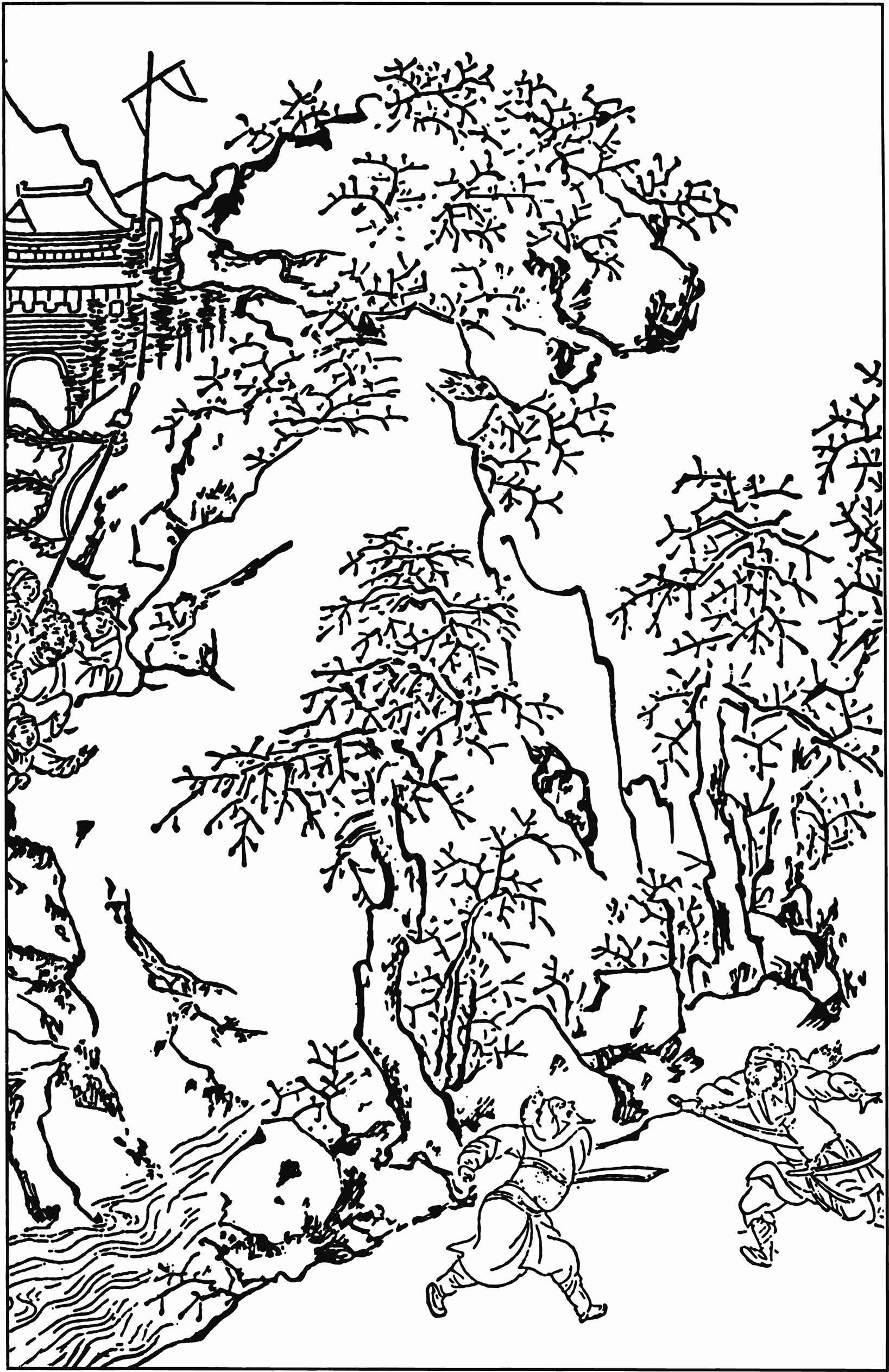
Illustrazione all'opera (XV secolo)

Dopo 500 anni la Bodhisattva Guanyin viene incaricata dal Buddha di cercare un uomo pio in grado di affrontare il pericoloso viaggio verso Ovest per portare nell'impero cinese sotto la dinastia Tang i sutra, in modo da diffondere in esso il vero insegnamento del Buddha, e lungo il cammino questa pensa di concedere a Sun Wukong la libertà in cambio della promessa di diventare un discepolo del prescelto. Quando il monaco Chen Xuanzang, detto Sanzang (o Tripitaka, "tre ceste", dal nome del sutra che porterà al ritorno) e Tangseng (fratello dei Tang) giunge in prossimità della Montagna dei Cinque Elementi la scimmia ormai millenaria gli spiega la situazione e lo implora di liberarlo; il monaco accetta, gli dà il nomignolo Xingzhe (行者S) e da quel momento diventa il suo maestro.
Non che Sun Wukong sia un buon discepolo; alla prima ramanzina abbandona il monaco, e la Bodhisattva Guanyin, giunta in suo soccorso, dona a questi un diadema magico. Quando il Grande Saggio Pari del Cielo ritorna, il monaco gli fa indossare il diadema con un trucco e poi con una magia insegnatagli dalla Bodhisattva lo stringe attorno al suo cranio provocandogli un immenso dolore; quando smette, Sun Wukong si rende conto di non poterlo togliere e cerca di uccidere di botte il suo maestro, ma questo ricomincia a recitare la formula magica.
Da questo momento in poi Sun Wukong obbedirà senza discutere al monaco, e lo proteggerà durante tutto il viaggio, durante il quale incontrerà i nuovi compagni di avventura, precedentemente anch'essi discepoli del monaco: il maiale antropomorfo Zhu Wuneng e il demone fluviale Sha Wujing, condannati anch'essi, alcuni anni prima, durante l'annuale banchetto di pesche sacre (Zhu Wuneng si ubriacò e cercò di sedurre una bella fanciulla, Sha Wujing ruppe un vaso per sfogare un impeto di rabbia), mentre il cavallo del monaco è in realtà la trasformazione di un drago, figlio del re drago dei mari del sud, condannato dal padre per aver distrutto la sua grande perla sacra ma salvato da Guanyin. Insieme attraverseranno moltissimi scenari, tra cui larghi fiumi impassabili, montagne fiammeggianti, delle grotte abitate da malvagie volpi a nove code, un regno con una popolazione interamente femminile e una tana di seducenti spiriti di ragno, e lotteranno contro gli innumerevoli banditi, demoni e creature mitologiche che incontreranno. Tra questi sono compresi Niu Mowang, un Re Demone Toro precedentemente amico dello scimmiotto; il Baigujing, che uccide intere famiglie succhiando l'anima e la vita; e il Demone del Ratto, che seduce i monaci per poi ucciderli con i suoi artigli.
Lo scimmiotto protagonista imparerà da allora a comportarsi meglio e infine, dopo 14 anni di pellegrinaggio, arriveranno al confine con l'India e porteranno a termine la loro impresa ricevendo i testi sacri dal Buddha che vive sul picco della collina Griddhraj Parvat. Il gruppo raggiungerà l'illuminazione: Sun Wukong e Sanzang diventeranno dei buddha a loro volta, Sha Wujing un arhat, Zhu Wuneng ironicamente il consumatore delle offerte in eccesso sugli altari e infine il cavallo-drago un nāga.

## Fortuna letteraria
Il Viaggio in Occidente ha riscosso una grande fortuna letteraria nella letteratura cinese e nella cultura dell'Asia. Un personaggio del romanzo, uno degli assistenti soprannaturali del monaco, il re scimmia Sun Wukong (孙悟空S), è diventato uno dei personaggi più famosi e più cari della letteratura cinese. La ragione di una popolarità così duratura viene dal fatto che esso è portatore di messaggi su livelli multipli: è una storia di avventura, con parecchi passaggi al comico, e anche una metafora in cui il gruppo dei pellegrini che viaggiano verso l'India corrisponde a un viaggiare simbolico verso il chiarimento, un viaggio interiore verso un livello di educazione più elevato.

## Opere derivate
Il romanzo è stato fonte d'ispirazione per numerose opere, come i celeberrimi manga Dragon Ball e Saiyuki, gli anime The Monkey e Starzinger, la serie televisiva Saiyuki, i film La principessa dal ventaglio di ferro, Le 13 fatiche di Ercolino, Doraemon: Nobita no parallel Saiyūki, Il regno proibito, Journey to the West: Conquering the Demons, Monkey King: The Hero Is Back e The Monkey King, e videogiochi come SonSon, Enslaved: Odyssey to the West, Sun Wukong e Black Myth: Wukong.
Lo scimmiotto, fumetto sceneggiato da Silverio Pisu e disegnato da Milo Manara, è una versione molto libera della prima parte della storia, che si conclude con l'imprigionamento del Re delle Scimmie sotto la Montagna dei Cinque Elementi. Tradotto e curato da Luni Editrice la versione integrale nel 2013.

## Edizioni
- Lo scimmiotto, traduzione di A. Motti, dalla versione ridotta di Arthur Waley del 1942 (comprende soltanto trenta dei cento capitoli), Torino, Einaudi, 1960, SBN SBL0521855.
- Il viaggio in Occidente, a cura di Serafino Balduzzi, Milano, Rizzoli, 1998, ISBN 88-17-18942-1.
- Lo scimmiotto, Milano, Adelphi, 2002  [prima edizione 1971], ISBN 88-459-0068-1, SBN RCA0311312.
- Son Goku - Lo scimmiotto di Pietra, di Shigeo Matsueda, tradotto da Rebecca Suter, Bologna, Kappa Edizioni, 2005, ISBN 88-7471-064-X.
- Il Viaggio in Occidente, a cura di Serafino Balduzzi, vol. 1, Milano, Luni Editrice, 2013,  integrale, ISBN 978-88-96782-42-2.
- Il Viaggio in Occidente, a cura di Serafino Balduzzi, vol. 2, Milano, Luni Editrice, 2013,  integrale, ISBN 978-88-96782-43-9.